# Bonderup
Bonderup – miasto w Danii, w regionie Jutlandia Północna, w gminie Holbæk.